# Hipoprosexia
La hipoprosexia, también denominada distraibilidad o labilidad de la atención, es un trastorno frecuente pero poco patológico. Se trata de una constante fluctuación de la atención que pasa de un objetivo a otro sin que pueda fijarse especialmente en ninguno. Este trastorno suele aparecer en cuadros clínicos como la depresión (debido a la apatía y a la falta de interés que muestran estos sujetos deprimidos les resulta muy difícil atender a la estimulación externa), la esquizofrenia y ciertas deficiencias intelectuales.
En la hipoprosexia se da un cambio continuo en la focalización de la atención. Suele ir asociado con un constante cambio en el curso del pensamiento que junto con la taquipsiquia y el mecanismo de asociación de ideas constituye la fuga de ideas. Es característico de las personas con episodios o trastornos maníacos.

## Grados

### Aprosexia
Al grado máximo de hipoprosexia se le denomina aprosexia y suele encontrarse en estados confusionales, en el coma, en algunos estados graves de estupor y en algunos trastornos mentales orgánicos como, por ejemplo, el delírium y las demencias.

### Pseudoprosexia
La pseudoprosexia consiste en un déficit aparente de atención que se produce al estar esta concentrada y focalizada en otro aspecto diferente al que se supone debería ser el normal foco de atención. No falla, por tanto, la capacidad de focalizar la atención, sino que el sujeto está concentrado en un determinado tema desatendiendo a toda la estimulación restante. Estos cuadros aparecen sobre todo en la hipocondría (tiene la atención focalizada en su corporalidad) y en el trastorno obsesivo-compulsivo (la atención se centra en la idea que constituye el objeto de su obsesión).

### Hiperprosexia
La hiperprosexia es un término médico que se refiere a un trastorno de la atención en la que el sujeto se concentra excesivamente en un evento, a tal punto que se ve incapacitado o excluye todo otro estímulo. Suele ser característica en los delirios, en los estados ansiosos, maníacos y depresivos y en la hipocondría. A veces se logra por adiestramiento.